# Matlalcueye

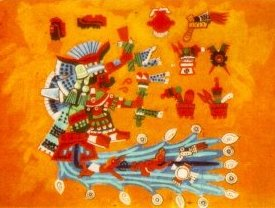
Matlalcueye o Chalchiuhtlicue, representada en el Códice Borgia en versión coloreada.

Matlalcueye (del náhuatl: Matlalkweyeh ‘La de la falda azul’‘matlaltik, 'azul'; kweitl, 'falda'; -eh, sufijo posesivo’) es la Diosa de la lluvia y las aguas terrestres, consorte de Tlaloc, Dios de la lluvia, según los tlaxcaltecas. También fue conocida como Chalchiuhtlicue.
Su nombre quiere decir textualmente "la de la falda azul", por su color evidente y sus laderas largas. Su otro nombre, Chalchiuhtlicue, quiere decir "su falda (de) jade". Después de Xochiquetzal , es la segunda esposa de Tláloc: Malintzin, montaña de cuya falda efectivamente brotan ríos. El agua era representada por el jade. 
También como otras montañas dadoras de lluvia, era llamada Coatlicue (la de la falda de víboras) pues las nubes eran comparadas con serpientes y decían que las serpientes de nubes (mixkoatl) nacían en la montaña y estás serpientes nube se convertían en serpientes agua que corrían por la tierra al caer. 
La madre de las serpientes nube-agua es Matlalcueye Coatlicue, dentro de la tradición tlaxcalteca. En lengua yumhu se llama Mhu Ye (Diosa de la lluvia) y como los pueblos nahuahablantes, la representan como una mujer mitad humana y mitad culebra y se narra que se aparece de esa forma a los pobladores tlaxcaltecas. 

## Leyenda de Chalchiuhtlicue

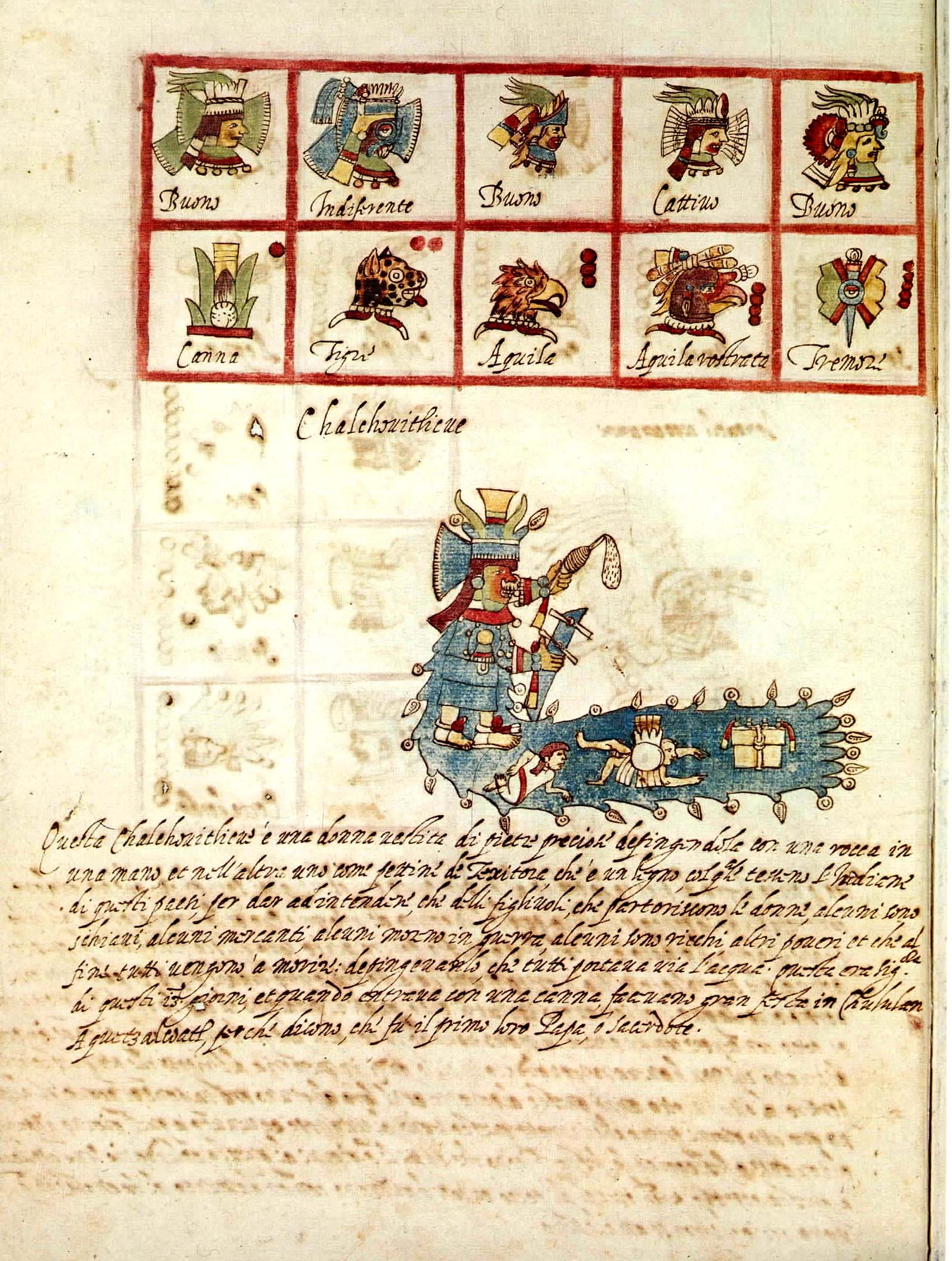
Matlalcueye en el Códice Borgia.

Dentro de la tradición ancestral se hablaba de una época en la que Xochiquétzal se encontraba casada con Tláloc, pero un día Tezcatlipoca gustó de ella, así que se la robó, dejando a su marido muy triste. Pasaron los meses y debido a su tristeza Tláloc no quería hacer llover y las personas en la tierra, estaban muriendo de hambre y sed debido a la sequía.
Los demás dioses, preocupados por la situación, se reunieron y después de conversar largo rato, decidieron que lo que le hacía falta era una nueva esposa, siendo la elegida Chalchiutlicue. Al casarse, ella se convirtió en la diosa de las aguas dulces. En ese momento surgieron nuevos ríos y lagos, mientras que Tláloc complacido hacía caer una lluvia benévola sobre la tierra.